# Franz Xaver Winterhalter

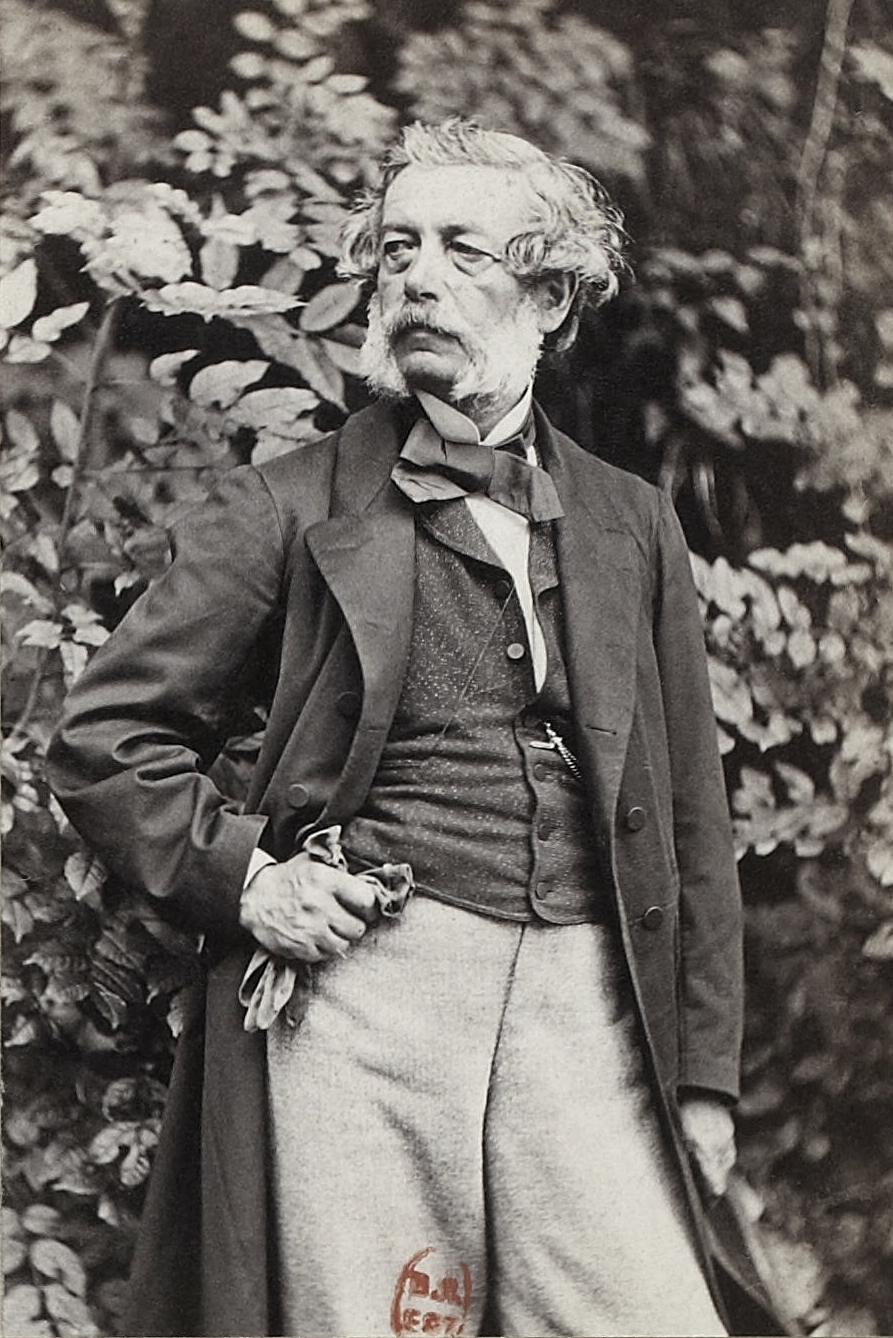
Franz Xaver Winterhalter (ca. 1865)

Franz Xaver Winterhalter (* 20. April 1805 in Menzenschwand im Schwarzwald als Xaver Winterhalder; † 8. Juli 1873 in Frankfurt am Main) war ein deutscher Maler. Im 19. Jahrhundert zählte er zu den gefragtesten und berühmtesten Porträtmalern.

## Leben

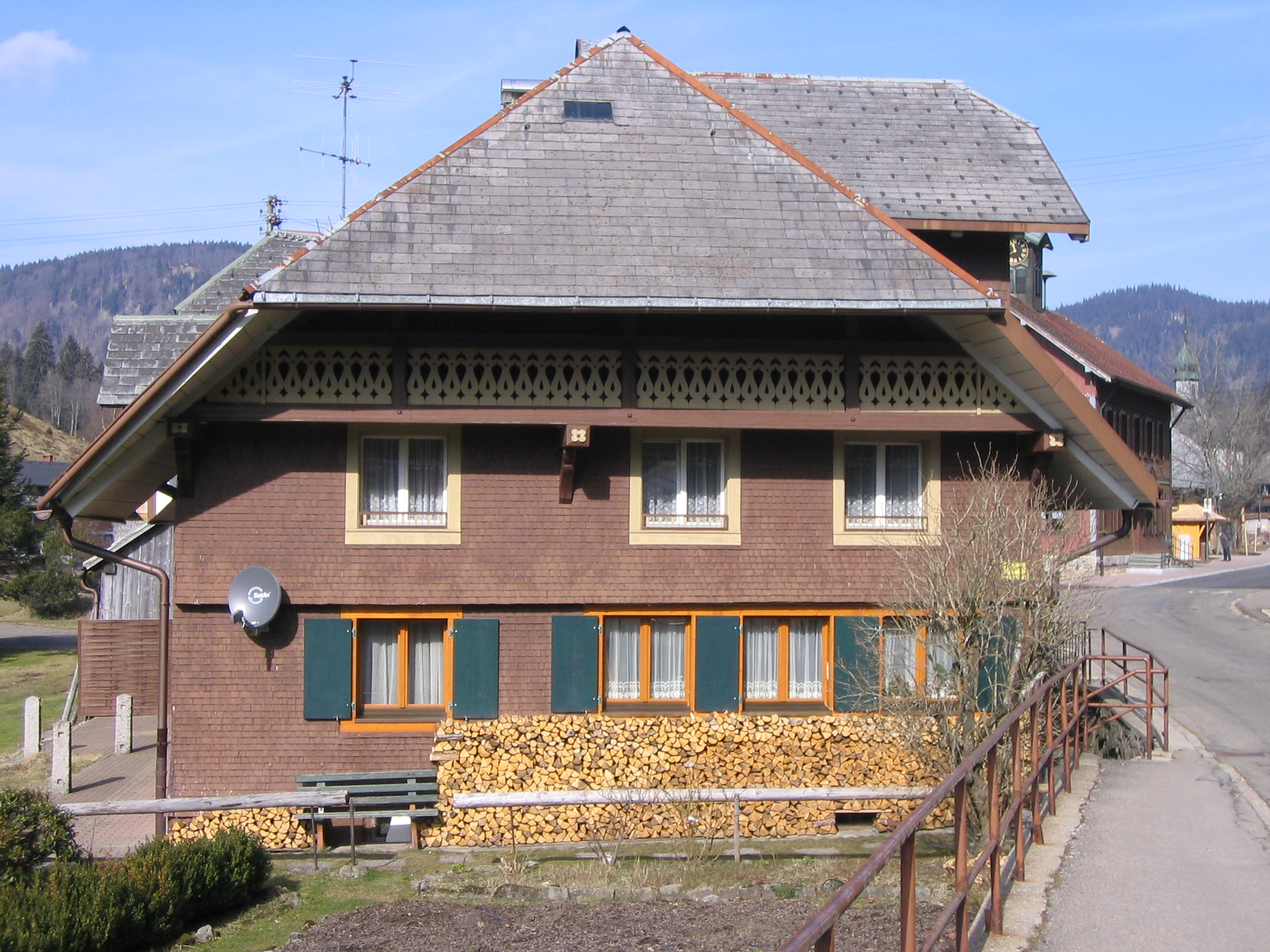
Geburtshaus der beiden Maler in Menzenschwand

### Familie
Franz Xaver Winterhalter war das siebte von neun Geschwistern, von denen aber nur vier das Kindesalter überlebten. Unter den verstorbenen Geschwistern war als sechstes Kind der gleichnamige Franz Xaver Winterhalter (1802–1804), dessen Geburtsdatum in der Literatur gelegentlich irrtümlich auf den Maler übertragen wird. Er war Uhrenträger nach Siebenbürgen, Harzer, Kübler sowie Geschworener. Sein Bruder Hermann Fidel war, wie Franz Xaver, Kunstmaler. Ihre Eltern waren Fidel(is) (1773–1863) und Eva Mayer (1764–1838). Nachdem Hieronimus Maier, der Ehemann ihrer Schwester Justina (1793–1867), im Jahr 1838 verstorben war, wurde deren Vater Fidel Winterhalder Wirt in dessen Gasthaus Adler. Über ihre Mutter besteht ein verwandtschaftliches Verhältnis zum Maler Hans Thoma (1839–1924), dessen Mutter Rosa Mayer die Tochter von Evas Cousin war. Ebenfalls zur Verwandtschaft mütterlicherseits gehören:
- Franz Sales Mayer (1803–), Maler und Lithograph
- Ludwig Mayer, Botaniker und Landschaftsmaler aus Waldshut
- Franz Winkler (1899–1949), Maler und Bildhauer aus Bernau[5]
- Otto Ernst Sutter (1884–1970), Schriftsteller aus Freiburg

### Ausbildung

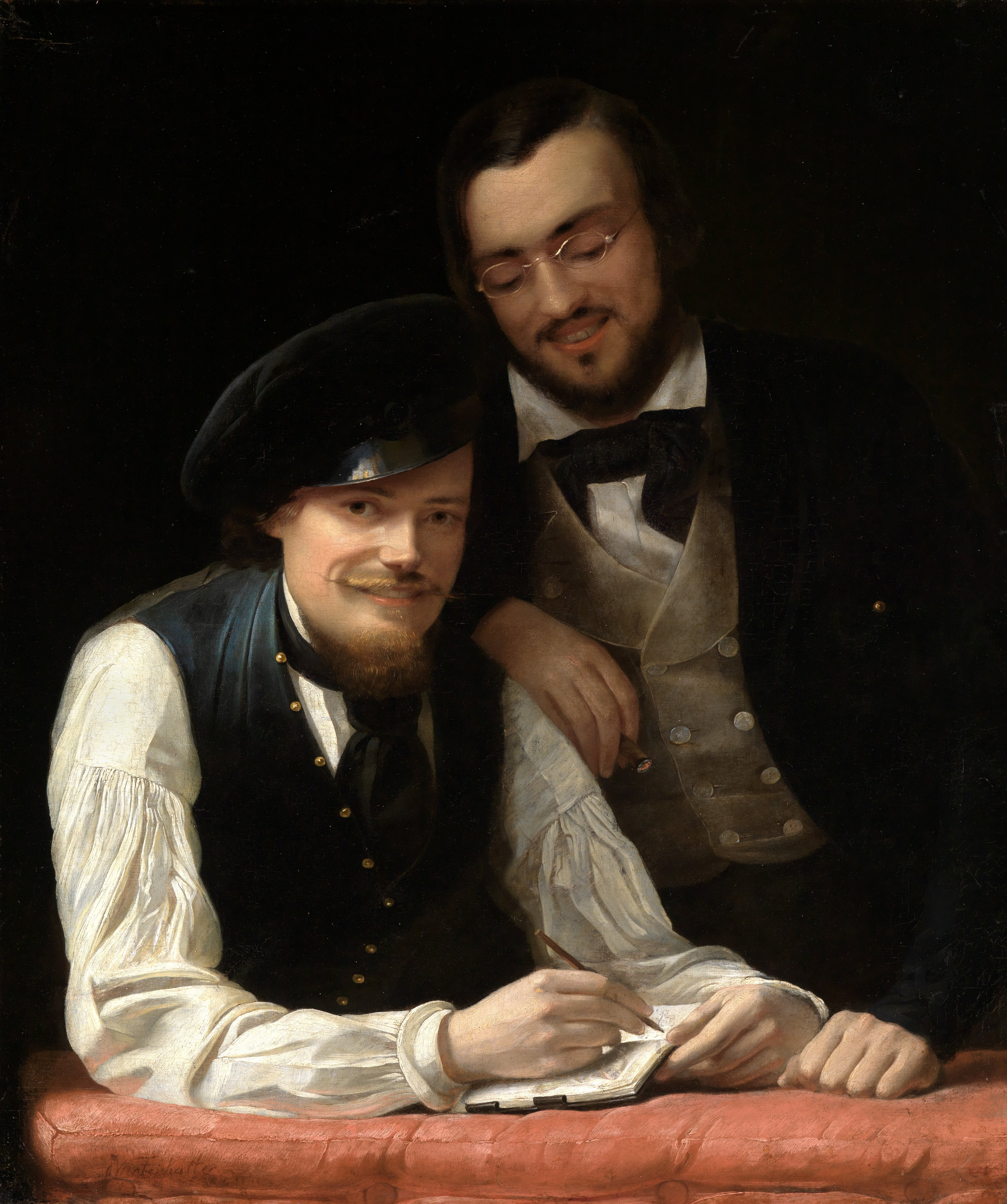
Franz Xaver Winterhalter: Selbstporträt (links) mit Bruder Hermann, 1840, Staatliche Kunsthalle Karlsruhe

Er besuchte die Dorfschule in St. Blasien, wo durch den Pfarrer Josef Berthold Liber (1781–1854) das zeichnerische Talent des Jungen entdeckt und gefördert wurde. Liber war Mönch im 1807 säkularisierten Kloster St. Blasien gewesen. Der dreizehnjährige Winterhalter wurde 1818 von seinem Vater unter größter finanzieller Anstrengung zu einer vierjährigen Lehre beim französischen Zeichner und Kupferstecher Charles Louis Schuler (1785–1852) gegeben. Als dieser 1819 Leiter des Herderschen Kunstinstituts in Freiburg wurde, nahm er seinen Lehrling mit. Winterhalters Bruder Hermann (1808–1891) begann wenig später auch eine Lehre bei Herder und wurde ebenfalls ein erfolgreicher Maler.
Dank der Unterstützung des in St. Blasien aktiven Industriellen David von Eichthal erhielt Winterhalter von Großherzog Ludwig I. ein Stipendium für das Studium der Malerei an der Königlichen Akademie der Bildenden Künste in München. Während dieser Zeit arbeitete er im Atelier des Porträtmalers Joseph Karl Stieler und war nebenbei als Lithograf tätig. Unter anderem schuf er eine Lithografie von Jean Paul nach dem Pastellporträt von Johann Lorenz Kreul. Nach dem Studium ging Winterhalter 1828 nach Karlsruhe, wo er als Zeichenlehrer von Sophie von Baden Anstellung fand und Porträts der großherzoglichen Familie entstanden.

### Durchbruch
Von 1833 bis 1834 bereiste er Italien, wo er sich das Atelier mit Johann Baptist Kirner teilte. Hauptsächlich entstanden romantische Genreszenen im Stil Louis Léopold Roberts. In Rom schloss er sich einem Kreis französischer Künstler an. Nach seiner Rückkehr wurde er am 20. August 1834 in Karlsruhe von Großherzog Leopold zum badischen Hofmaler ernannt, verließ jedoch schon kurze Zeit später den großherzoglichen Hof, um nach Paris überzusiedeln. Hier erregte er in den Salons von 1836 und 1837 mit italienischen Genreszenen große Aufmerksamkeit. Sein 1837 ausgestelltes Gemälde „Decamerone“ errang die 1. Medaille und bedeutete seinen Durchbruch.

### Königshäuser und Tod
Durch Protektion König Louis Philippes stieg Winterhalter zum gefragtesten Porträtmaler in Frankreich auf. Als französischer Hofmaler malte er Bildnisse der gesamten königlichen Familie und der führenden Mitglieder des Hofes. Der Erfolg dieser Bilder brachte ihm das Renommee eines Fachmannes für aristokratische Porträts ein, so dass er Aufträge von vielen europäischen Adels- und Herrscherhäusern erhielt. Königin Victoria berief ihn 1841 an den britischen Hof.

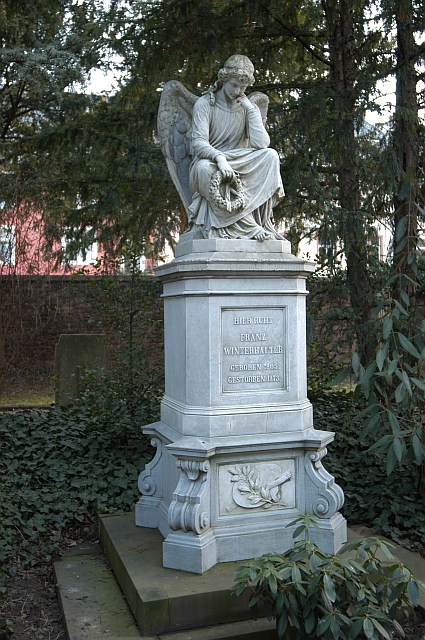
Winterhalters Grabdenkmal auf dem Frankfurter Hauptfriedhof

1852 folgte er dem Ruf von Königin Isabella nach Spanien. Nach der Thronbesteigung Napoléons III. ging er zurück nach Paris. Zu seinen Kunden gehörten auch das belgische Königshaus und die kaiserlichen Höfe in Sankt Petersburg und Wien. Die Bildnisse der österreichischen Kaiserin Elisabeth (Sisi) zählen zu seinen bekanntesten Werken. Neben einzelnen Porträts entstanden Gruppenbilder, wobei er seine Kompositionen immer freier gestaltete und seine Malerei sich auflockerte.
Franz Xaver Winterhalter starb mit 68 Jahren während eines Aufenthaltes in Frankfurt am Main an Typhus. Er ist auf dem dortigen Hauptfriedhof bestattet. Die Gesamtkonzeption seiner Grabanlage erfolgte durch den Architekten Oskar Sommer. Der Bildhauer Gustav Kaupert schuf den trauernden Marmorengel im antiken Gewand.

## Stil

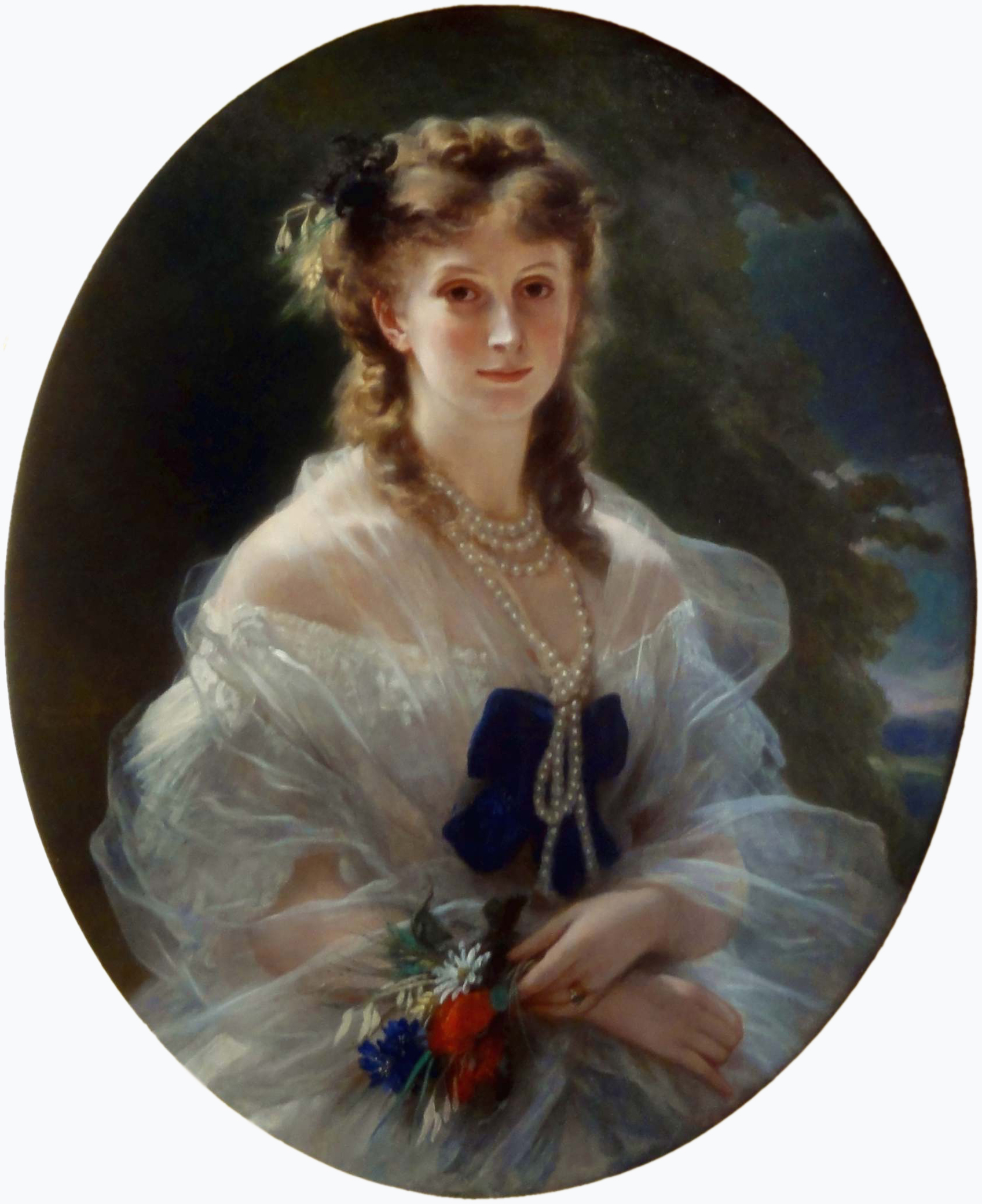
Winterhalter: Sofja Sergejewna Trubezkaja Duchesse de Morny, 1863, (Musée du Second Empire, Schloss Compiègne)

Bereits zu Lebzeiten nannten ihn seine Zeitgenossen, teils anerkennend, teils von Neid getrieben, den „Fürstenmaler“. Seine Auftraggeber waren fast durchweg Protagonisten des europäischen Adels von Lissabon bis Moskau, vom Freiherrn bis zum Kaiser. Winterhalters Porträts wurden für ihre subtile Intimität geschätzt, wobei seine Begabung, von den Porträtierten ein Wunschbild zu erschaffen, sicher zu seiner großen Beliebtheit beitrug. Er kombinierte die Ähnlichkeit der Dargestellten mit Schmeichelei und stellte höfische Prachtentfaltung mit der aktuellen Mode seiner Zeit dar. Ihm gelang es, das gesellschaftliche und politische Klima jeden Hofes einzufangen und seinen Stil den jeweiligen Kunden anzupassen. Seine offiziellen Hofporträts dienten der Selbstdarstellung der Monarchien und wurden gezielt zur Öffentlichkeitsarbeit eingesetzt. Um die wachsende Nachfrage an Porträts zu befriedigen, von denen viele in verschiedenen Versionen entstanden, unterhielt Winterhalter ein großes Atelier mit zahlreichen Assistenten. Überdies fanden seine Arbeiten mittels lithografischer Vervielfältigung ein großes Publikum.
Die Porträts Winterhalters waren so beliebt, dass er oft damit beauftragt wurde, mehrere Kopien von einem Einzelstück anzufertigen. Vor allem eine größere Anzahl der Staatsporträts war sehr gefragt, nicht zuletzt auch, um in Ministerien und Amtsstuben eindrucksvolle Präsenz zu zeigen. So entstanden alleine vom Staatsporträt Napoleons III. sechs bekannte Fassungen. Diese Repliken wurden teils von Franz Xaver Winterhalter selbst hergestellt, oftmals war es aber auch sein Bruder Hermann, der solche Kopien anfertigte. Der Pinselstrich der beiden Brüder ist fast identisch, sodass es heute problematisch ist, mit Sicherheit zu bestimmen, von wem der beiden Künstler die jeweilige Replik stammt. Bei näherer Betrachtung der Porträts und den Kopien dazu fällt bisweilen auch auf, dass die Gesichtszüge und die Physiognomie der dargestellten Personen um einiges subtiler und feiner gemalt sind als der Rest des Körpers sowie des Hintergrundes. Dieses Phänomen ist in der europäischen Kunstgeschichte bekannt: Oftmals war es der Meister selbst, der Kopf und Gesicht malte, während er den Rest seiner Werkstätte, also den Gesellen und Gehilfen, überließ. Einer seiner Schüler und Gehilfen war Albert Graefle (1809–1889).

## Rezeption

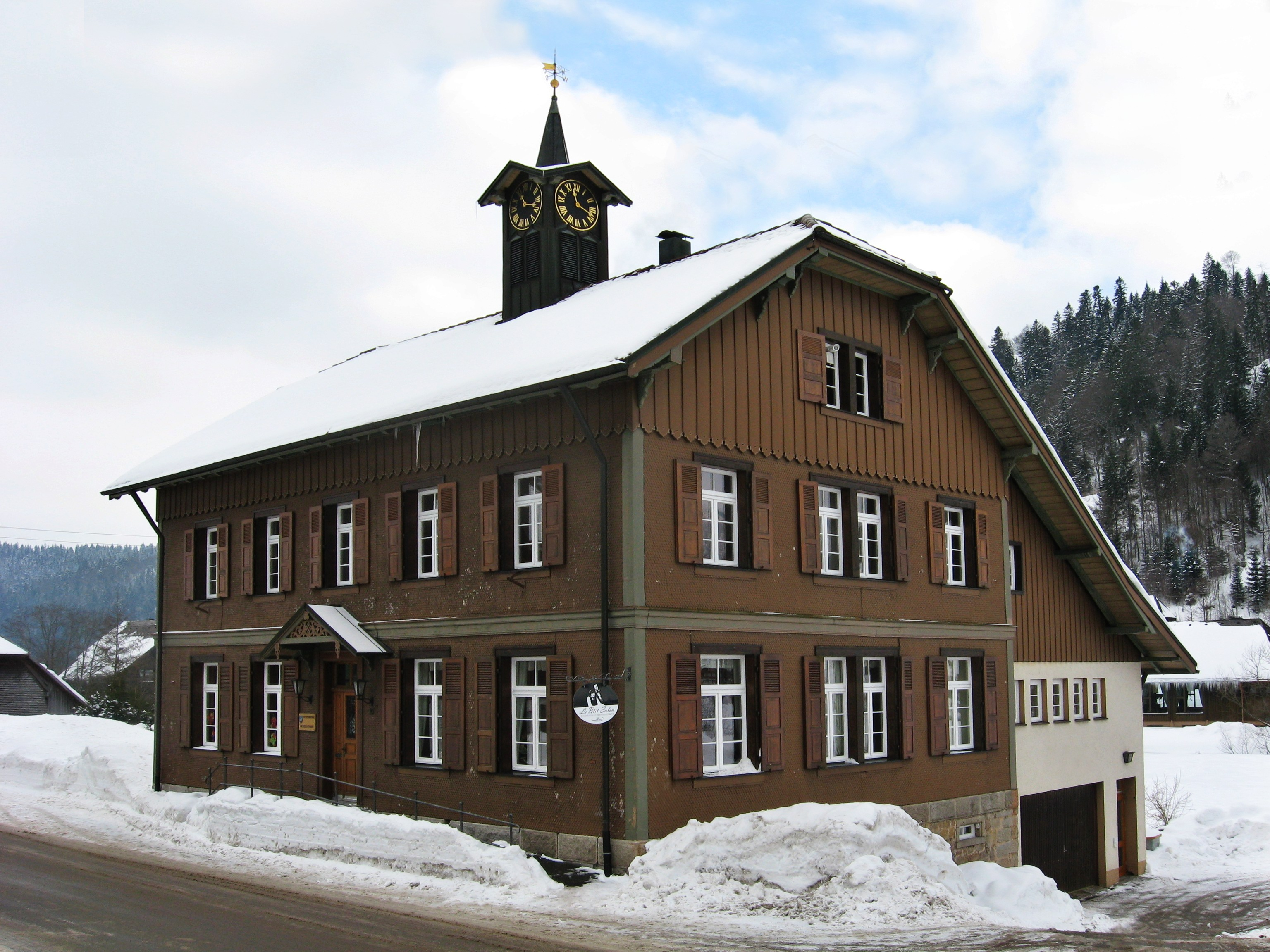
Museum „Le Petit Salon“ neben dem Geburtshaus

Königin Victoria von Großbritannien, in deren Sammlung sich über 100 seiner Bilder befanden, schrieb nach seinem Tod an ihre Tochter Vicky in Berlin: „Dieser Tod ist schrecklich, nicht wieder gutzumachen [...]. Seine Arbeiten aber werden in späterer Zeit mit denen von van Dyck konkurrieren.“ Auch wenn diese Einordnung mehr als ein Jahrhundert später von Kunsthistorikern nicht geteilt wird, gelten seine Bilder als Spiegelbild der regierenden Klasse in der Mitte des 19. Jahrhunderts. Von den in Frankreich in der Malerei aufbrechenden neuen Strömungen wie der Schule von Barbizon oder des beginnenden Impressionismus weitgehend unbeeindruckt, blieben seine Arbeiten, obschon handwerklich auf sehr hohem Niveau, für die nachfolgenden Künstlergenerationen ohne nennenswerten Einfluss.
Auf dem Kunstmarkt werden heute für Ölgemälde von Winterhalter bis zu 371.000 US-Dollar bezahlt.
Im Jahr 2008 wurde in Menzenschwand ein Verein gegründet, der dort das ihm gewidmete Museum Le Petit Salon betreibt. 2022 erhielt das Museum den eXtra-Preis des Lotto Museumspreis Baden-Württemberg.
2016 wurde in Freiburg eine viel besuchte Winterhalter-Ausstellung präsentiert: „Maler im Auftrag ihrer Majestät“.

## Werke (Auswahl)
| Bild | Motiv (Entstehungsjahr)                                                          | Größe, Material                  | Sammlung/Besitzer (auch Kopien)                       |
| ---- | -------------------------------------------------------------------------------- | -------------------------------- | ----------------------------------------------------- |
|      | General Ferdinand von Malaisé (1827)                                             | Bleistift                        | Privatbesitz                                          |
|      | Großherzogin Sophie von Baden (1830)                                             | Öl auf Leinwand                  | Badisches Landesmuseum, Karlsruhe                     |
|      | Italienische Genreszene (1833)                                                   | Öl auf Leinwand                  | Privatbesitz                                          |
|      | Decameron (1837)                                                                 | 190.5 × 254 cm Öl auf Leinwand   | Liechtenstein Museum                                  |
|      | Franz Oliver von Jenison-Walworth (1837)                                         | Öl auf Leinwand                  | Neue Pinakothek                                       |
|      | Leopold I. von Belgien (1840)                                                    | Öl auf Leinwand                  | Königlicher Palast, Brüssel Schloss Ehrenburg, Coburg |
|      | Königin Marie Christine von Spanien (etwa 1841)                                  | Öl auf Leinwand                  | Schloss Versailles, Versailles                        |
|      | Louise d'Orléans (etwa 1841)                                                     | Öl auf Leinwand                  | Sammlung des belgischen Königshauses, Brüssel         |
|      | König Louis-Philippe (1841)                                                      | Öl auf Leinwand                  | Schloss Versailles, Versailles                        |
|      | Königin Marie Amelie (1842)                                                      | 215 × 140 cm Öl auf Leinwand     | Schloss Versailles, Versailles                        |
|      | Leonilla Fürstin zu Sayn-Wittgenstein-Sayn (1843)                                | 56 × 83,5 cm Öl auf Leinwand     | J. Paul Getty Museum, Los Angeles, Inv. Nr. 86.PA.534 |
|      | Maria Karolina Augusta von Neapel-Sizilien (Kopie 1846)                          | 215 × 142 cm Öl auf Leinwand     | Schloss Versailles, Versailles                        |
|      | Maximilian von Österreich (2. Hälfte 19. Jahrhundert)                            | Öl auf Leinwand                  | Sammlung des belgischen Königshauses, Brüssel         |
|      | The First of May 1851 (1851)                                                     | 130 × 107 cm Öl auf Leinwand     | Sammlung der britischen Königsfamilie                 |
|      | Kaiser Napoleon III. (Kopie 1855)                                                | 240 × 155 cm Öl auf Leinwand     | Museo Napoleonico, Rom                                |
|      | Kaiserin Eugénie von Frankreich mit ihren Hofdamen, (1855)                       | 300 × 420 cm Öl auf Leinwand     | Schloss Compiègne, Compiègne                          |
|      | Großfürstin Olga (1856)                                                          | 120,7 × 91,4 cm, Öl auf Leinwand | Landesmuseum Württemberg, Stuttgart                   |
|      | Warwara Rimski-Korsakow (1858)                                                   | Öl                               | K. A. Sawizki-Gemäldegalerie der Oblast Pensa, Pensa  |
|      | Königin Victoria im Krönungsornat (1859)                                         | 241,9 × 157,5 cm Öl auf Leinwand | Sammlung der britischen Königsfamilie                 |
|      | Georg V., König von Hannover und 2. Duke of Cumberland and Teviotdale (ca. 1860) | Öl auf Leinwand                  | Residenzmuseum im Celler Schloss                      |
|      | Charlotte von Belgien (1864)                                                     | Öl auf Leinwand                  | Hearst Castle, San Simeon                             |
|      | Elisabeth von Österreich (1865)                                                  | Öl auf Leinwand                  | Hofburg, Wien                                         |
|      | Franz Joseph I. (1865)                                                           | Öl auf Leinwand                  | Hofburg, Wien                                         |
|      | Königin Olga (1865)                                                              | 242 × 149 cm Öl auf Leinwand     | Landesmuseum Württemberg, Stuttgart                   |

## Ausstellungen
- 1987/88: Franz Xaver Winterhalter and the Courts of Europe 1830-70. National Portrait Gallery, London, 30. Oktober 1987 bis 10. Januar 1988 und Musée du Petit Palais, Paris, 11. Februar bis 7. Mai 1988.[17]
- 2014: Meisterhafte Porträts der Fürstenmaler im 19. Jahrhundert, zusammen mit Bildern von Franz von Lenbach, Heinrich von Angeli und Friedrich August von Kaulbach im Schloss Fasanerie bei Fulda.[18]
- 2015/16 Franz Xaver Winterhalter. Maler im Auftrag Ihrer Majestät. Augustinermuseum, Freiburg im Breisgau, 28. November 2015 bis 20. März 2016.
- 2016: High Society. The Portraits of Franz X. Winterhalter. Museum of Fine Arts, Houston, 17. April bis 14. August 2016
- 2016/2017: Winterhalter. Portraits de cour entre faste et élégance. Palais de Compiègne: Musées Nationaux du Palais de Compiègne, 30. September 2016 – 15. Januar 2017.[19]

## Film
- Der Maler Franz Xaver Winterhalter. Dokumentarfilm, Deutschland, Frankreich, Großbritannien, 2015, 51:54 Min., Buch und Regie: Grit Lederer, Produktion: Medea Film Factory, Radio Bremen, arte, Erstsendung: 28. Februar 2016 bei arte, Inhaltsangabe von ARD.